# Yūki Ōmoto
Yūki Ōmoto (大本 祐槻 Ōmoto Yūki?, Shiga, 24 de septiembre de 1994) es un futbolista japonés que juega como centrocampista en el Roasso Kumamoto.

## Trayectoria

### Clubes
| Club             | País  | Año       |
| ---------------- | ----- | --------- |
| FC Gifu          | Japón | 2017      |
| Tokushima Vortis | Japón | 2018      |
| V-Varen Nagasaki | Japón | 2018-2019 |
| Albirex Niigata  | Japón | 2020-2021 |
| F. C. Ryukyu     | Japón | 2022      |
| Roasso Kumamoto  | Japón | 2023-     |